# Hans Klakow
Hans Klakow (* 3. Juli 1899 in Treptow; † 9. Oktober 1993 in Brieselang) war ein deutscher Bildhauer und Keramiker.

## Leben
Klakow absolvierte von 1913 bis 1916 eine Lehre als Steinbildhauer und arbeitete dann in seinem Beruf, u. a. in Berlin in der Werkstatt des Bildhauers Franz Metzner. Daneben besuchte er Abendkurse an der Handwerkerschule. Er nahm ab 1917 am Ersten Weltkrieg teil und gehörte wohl noch bis 1919 dem Militär an. Von 1919 bis 1925 studierte er an der Kunstgewerbeschule Berlin-Charlottenburg und an der Hochschule für bildende Künste, u. a. bei Walter Schmarje, Ludwig Gies und Edwin Scharff. Er war Meisterschüler von Scharff und Mitarbeiter bei August Gaul.
Ab 1925 arbeitete Klakow in Berlin und ab 1931 in Brieselang als freischaffender Bildhauer. Er hatte die beschauliche Ruhe Brieselangs gesucht, um fernab vom hektischen Großstadtgetriebe seine Plastiken entstehen zu lassen. Dennoch war er zu jeder Zeit informiert und interessiert an Zeitströmungen, ohne – wie andere seiner Künstlerkollegen – in deren zum Teil unheilvollen Strudel zu geraten.
Von 1939 bis 1945 nahm Klakow als Soldat der Wehrmacht am Zweiten Weltkrieg teil. Nach der Rückkehr aus der Kriegsgefangenschaft arbeitete er wieder als Bildhauer in Brieselang. Er wurde Mitglied des Verbands Bildender Künstler der DDR und war von 1960 bis 1969 Vorsitzender der Sektion Bildhauer des Bezirksverbands Potsdam.
Seine „unpolitischen“ Themen waren vor allem die einfachen Menschen, besonders eine liebevolle Sicht auf Kinder, die ihn für sein Schaffen inspiriert haben. Anregung für seine spielenden, musizierenden, zusammen hockenden Kinder waren oft die eigenen drei und später die Enkel. Allein die Gruppe der drei Schulkinder aus dem Jahr 1961 ist wegen ihrer Natürlichkeit der Figuren mehrfach gegossen worden und schmückt heute Stadträume und Schulen in Berlin, Erfurt, Dresden, Potsdam und selbstverständlich auch in Brieselang.
Seine Tiergruppen, etwa die Pelikane, sind unter anderem auf der Freundschaftsinsel heute noch zu bewundern. Das Portal der Oberpostdirektion in Berlin-Charlottenburg ziert seit 1927 die lebensgroßen Figuren in Keramik.
Klakow war der Vater des Bildhauers Dietrich Klakow (1936–2020).

## Ehrungen (Auswahl)
- 1964: Theodor-Fontane-Preis des Bezirks Potsdam
- 1983: Hans-Grundig-Medaille
- Benennung der Gesamtschule Brieselang und einer Straße in Brieselang nach Hans Klakow
- 1999: Einrichtung eines Hans-Klakow-Museums in Brieselang[1]

## Werke (Auswahl)
- Mädchen mit Apfel, 1949, Nationalgalerie (Berlin)
- Kinder mit Kasperle, 1966
- Unterhaltung, 1968, Holz, Figurengruppe mit zwei Figuren[2]
- Das Gespräch
- Pinguine

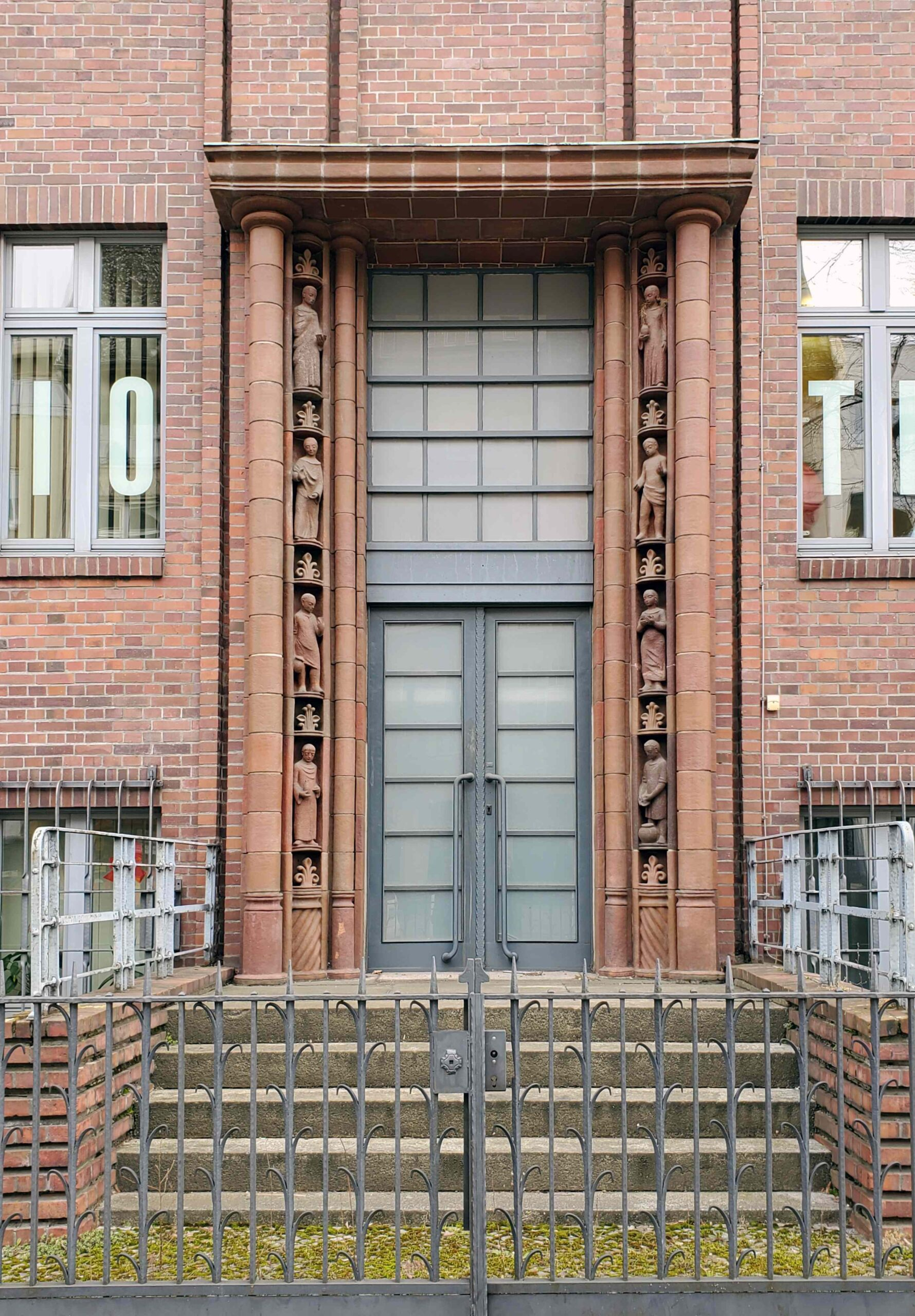
Gewändefiguren, 1928, Terrakotta, Brauerei Schultheiss-Patzenhofer, Neuendorfer Straße 25, Berlin-Spandau
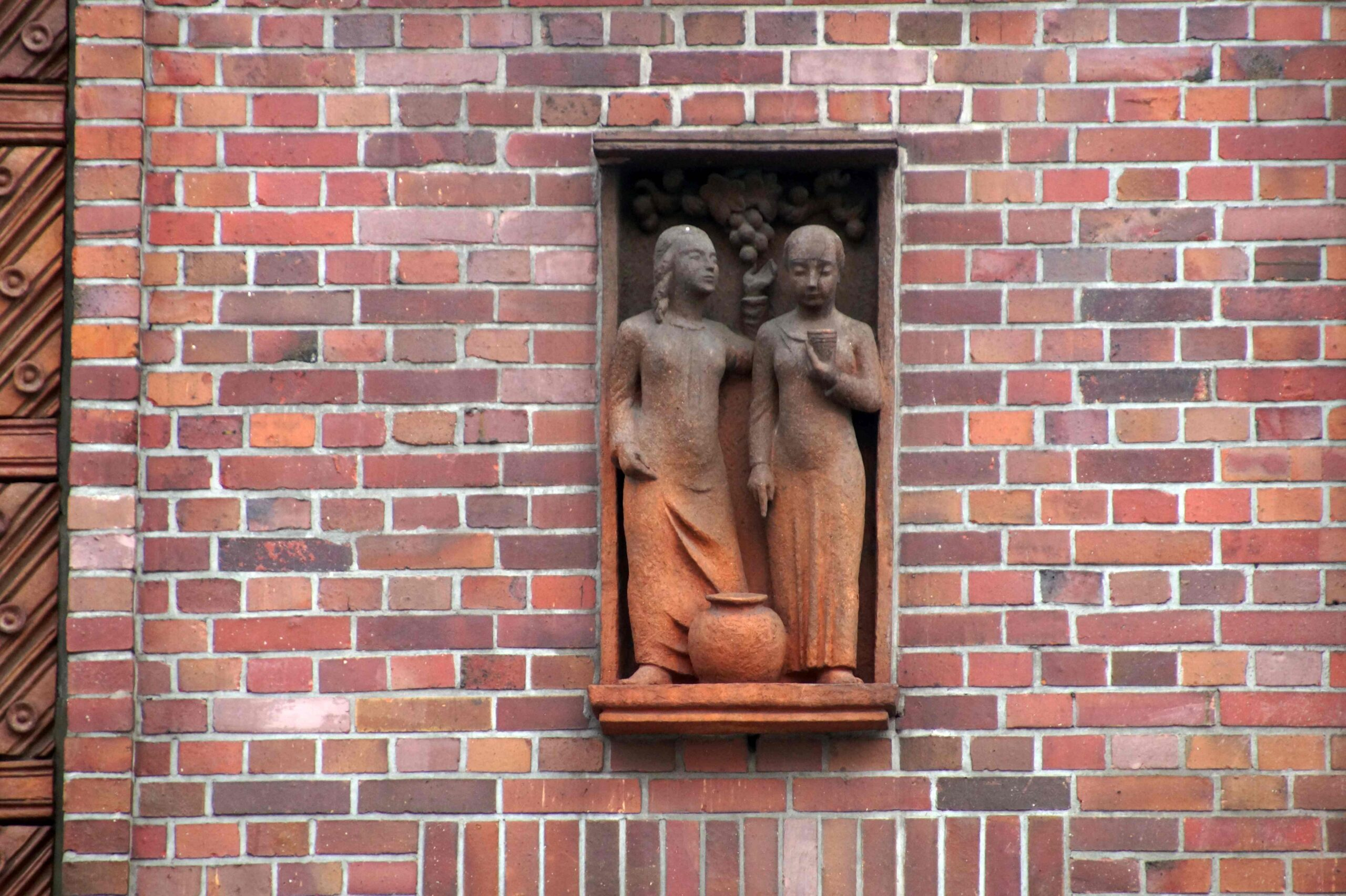
Figurengruppen, 1928, Terrakotta, Brauerei Schultheiss-Patzenhofer, Neuendorfer Straße 25, Berlin-Spandau
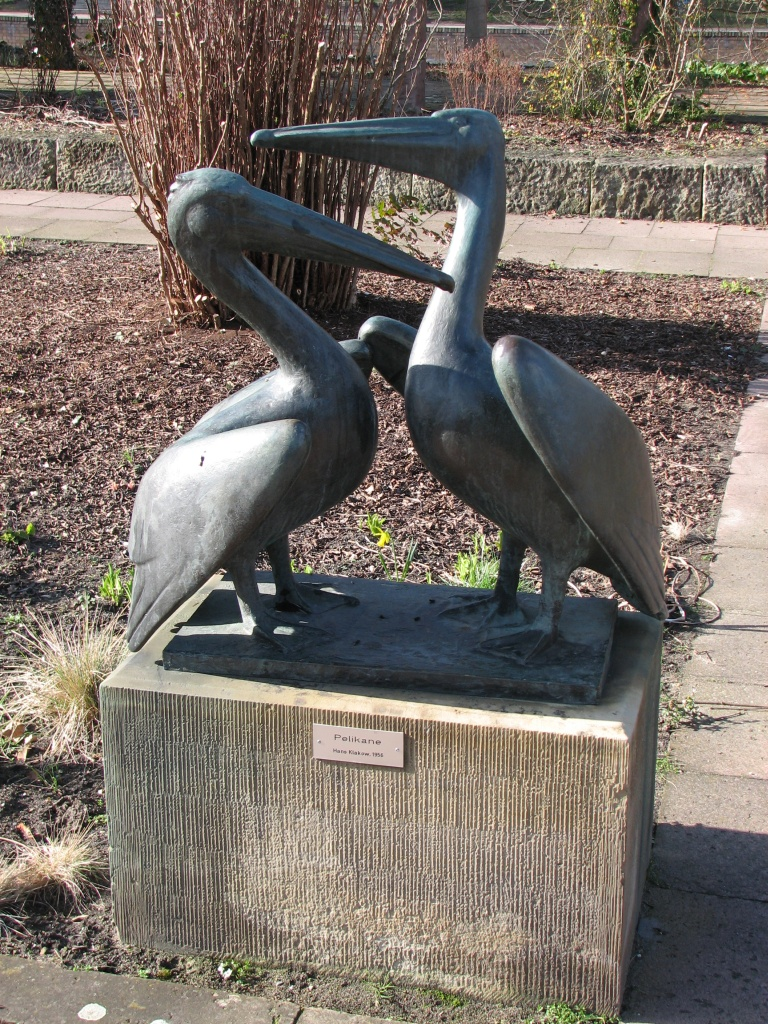
Pelikane, 1956, Bronze, Freundschaftsinsel, Potsdam
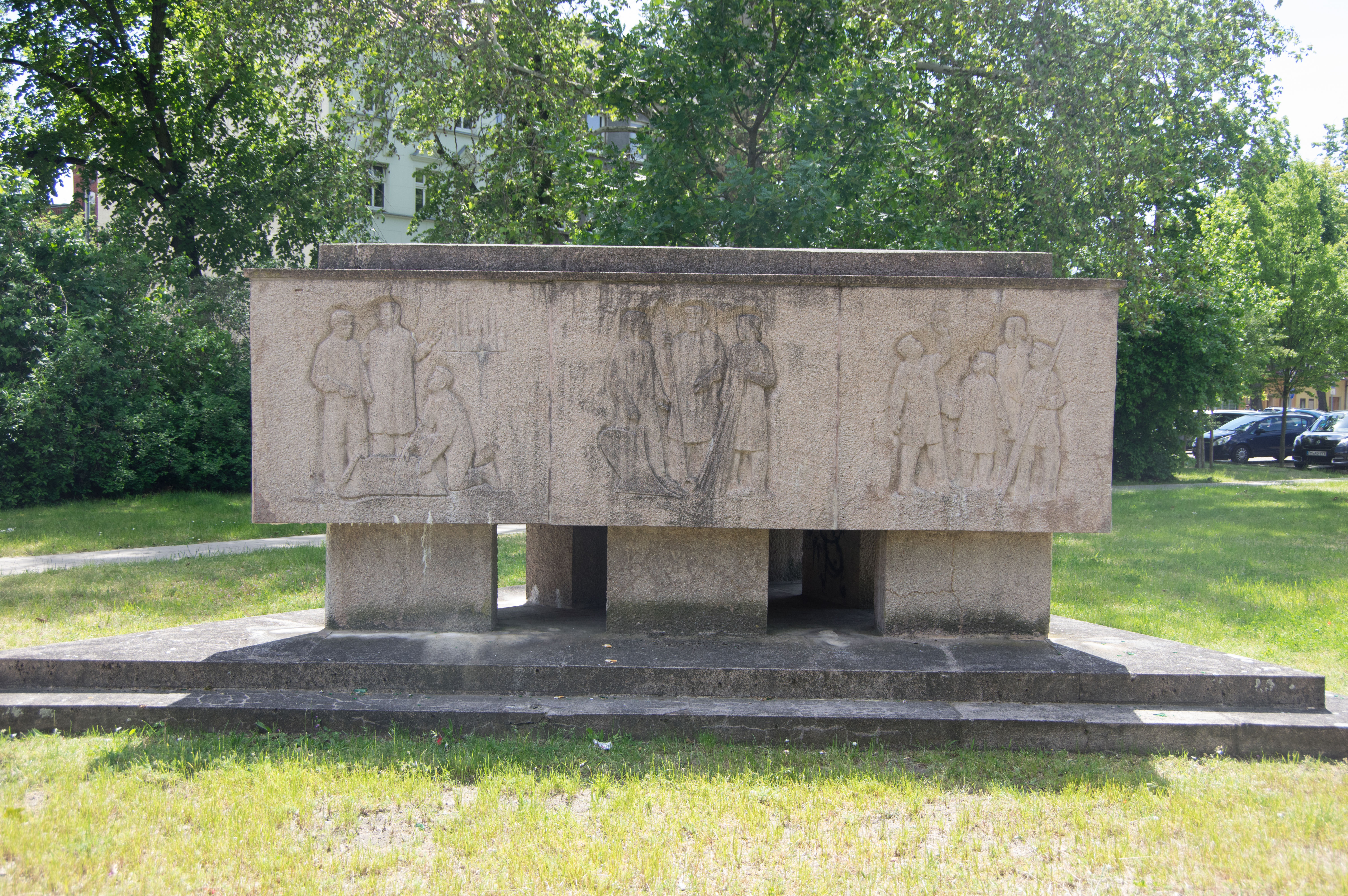
Denkmal für die Verfolgten des Naziregimes, 1959, Kunststein, Gertrud-Piter-Platz, Brandenburg an der Havel
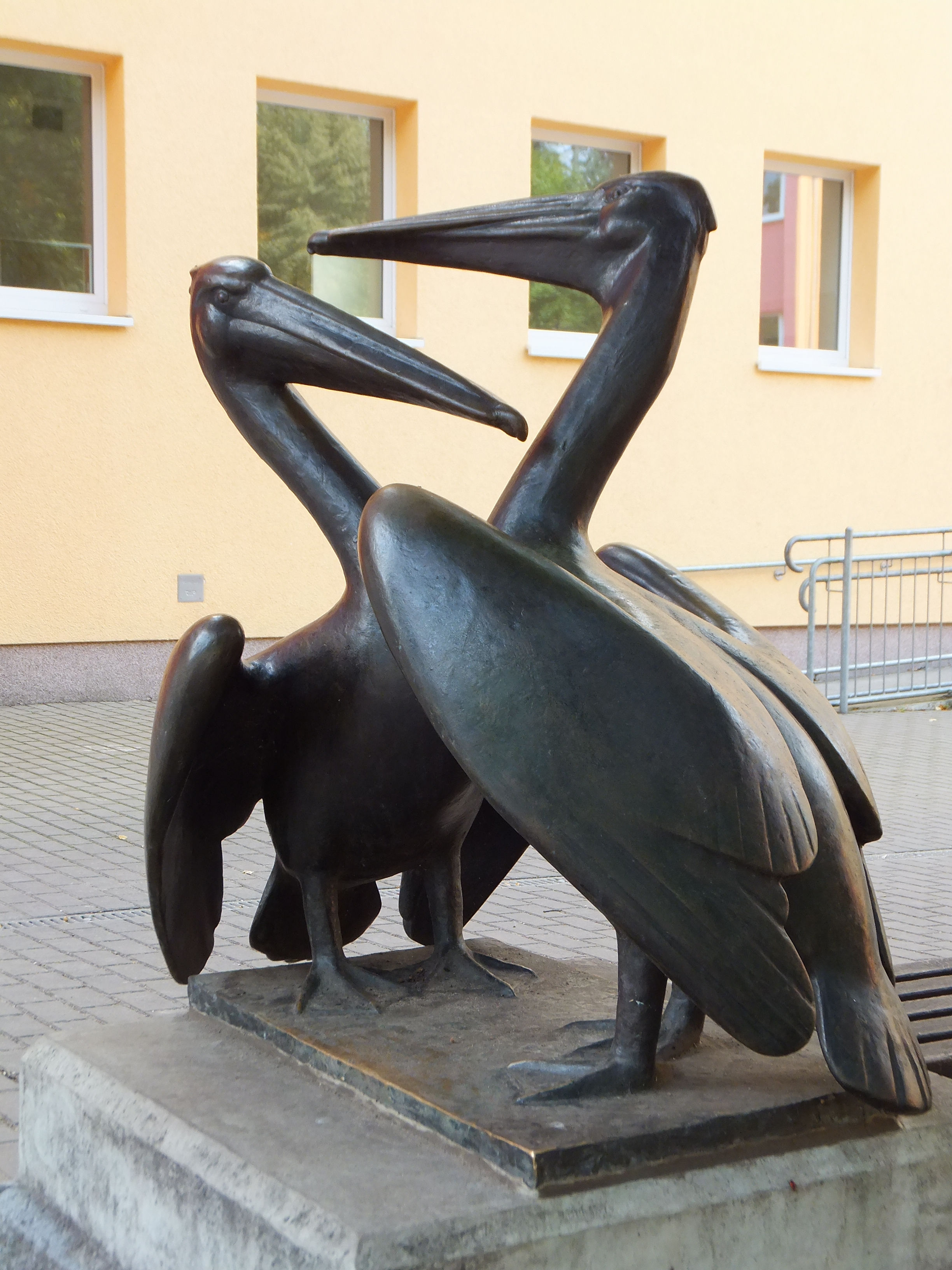
Pelikane, 1963, Bronze, Schule am Gutspark, Falkensee
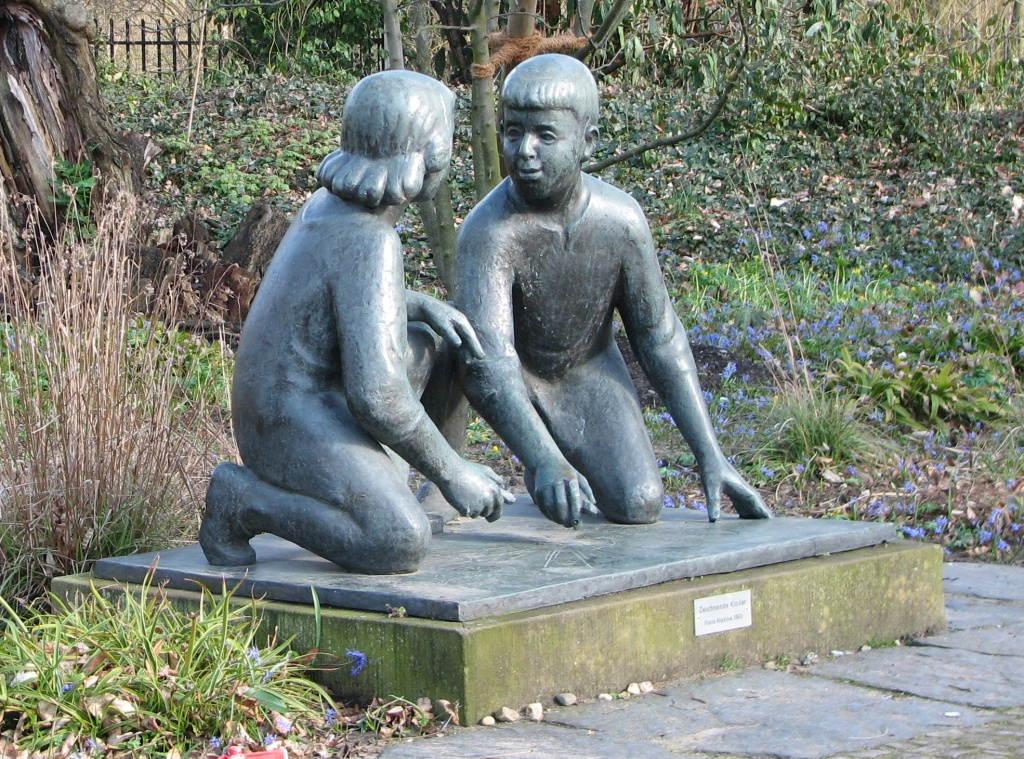
Zeichnende Kinder, 1963, Bronze, Freundschaftsinsel, Potsdam
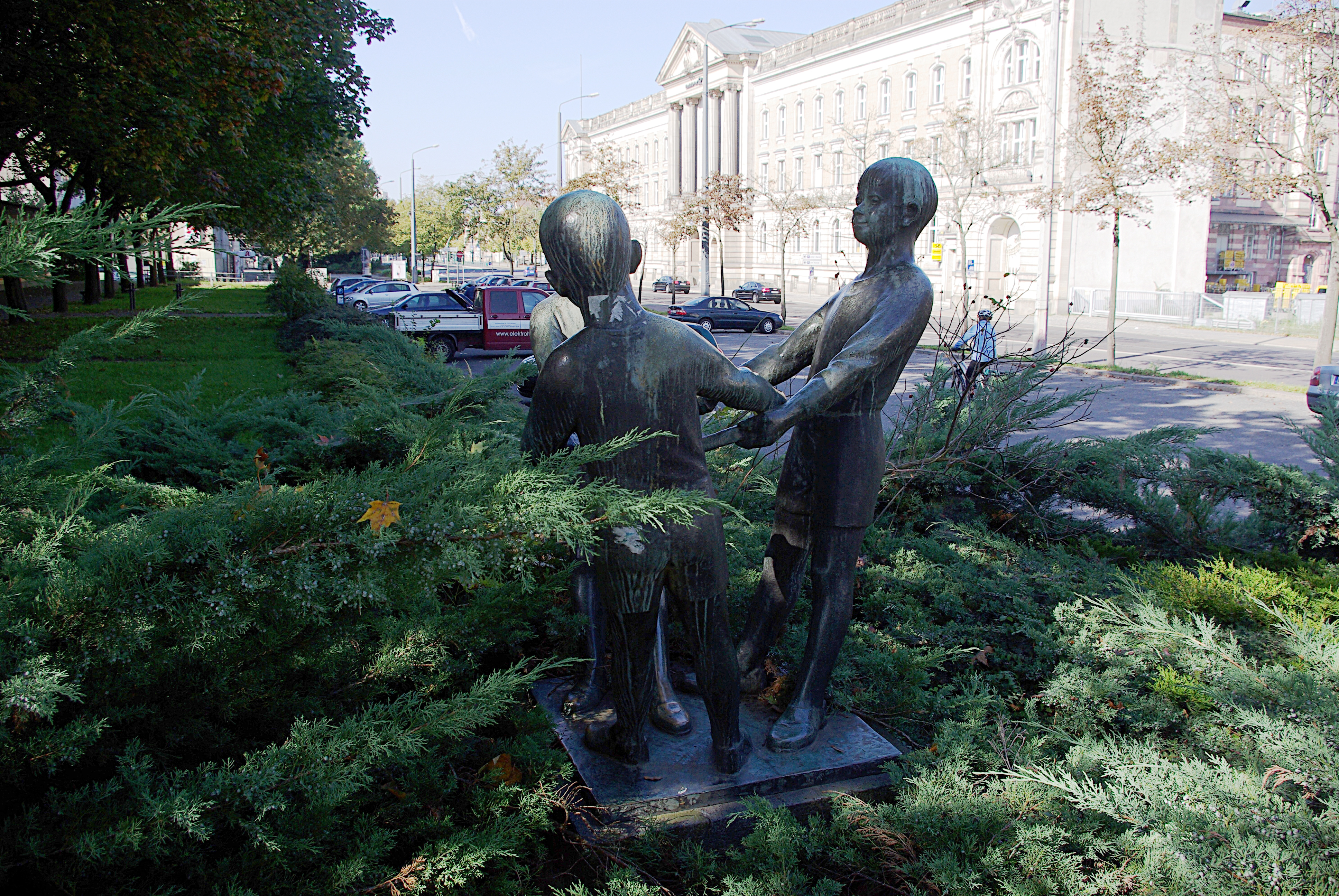
Kinder mit Reifen, 1964, Bronze, Am Graben, Potsdam
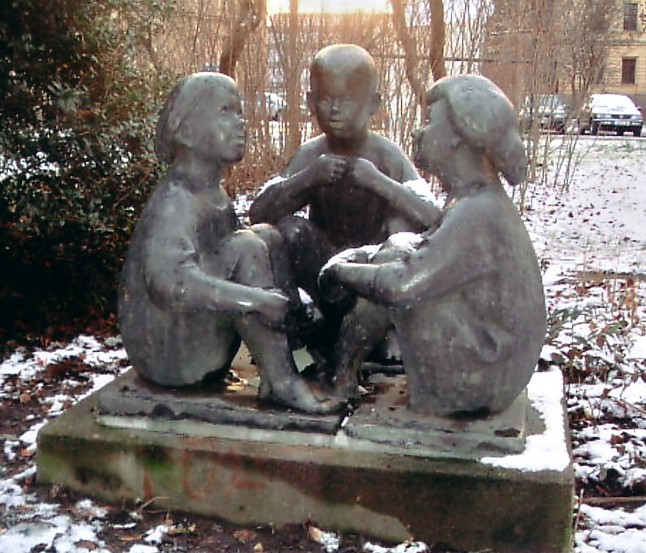
Kindergruppe, Bronze, Gera
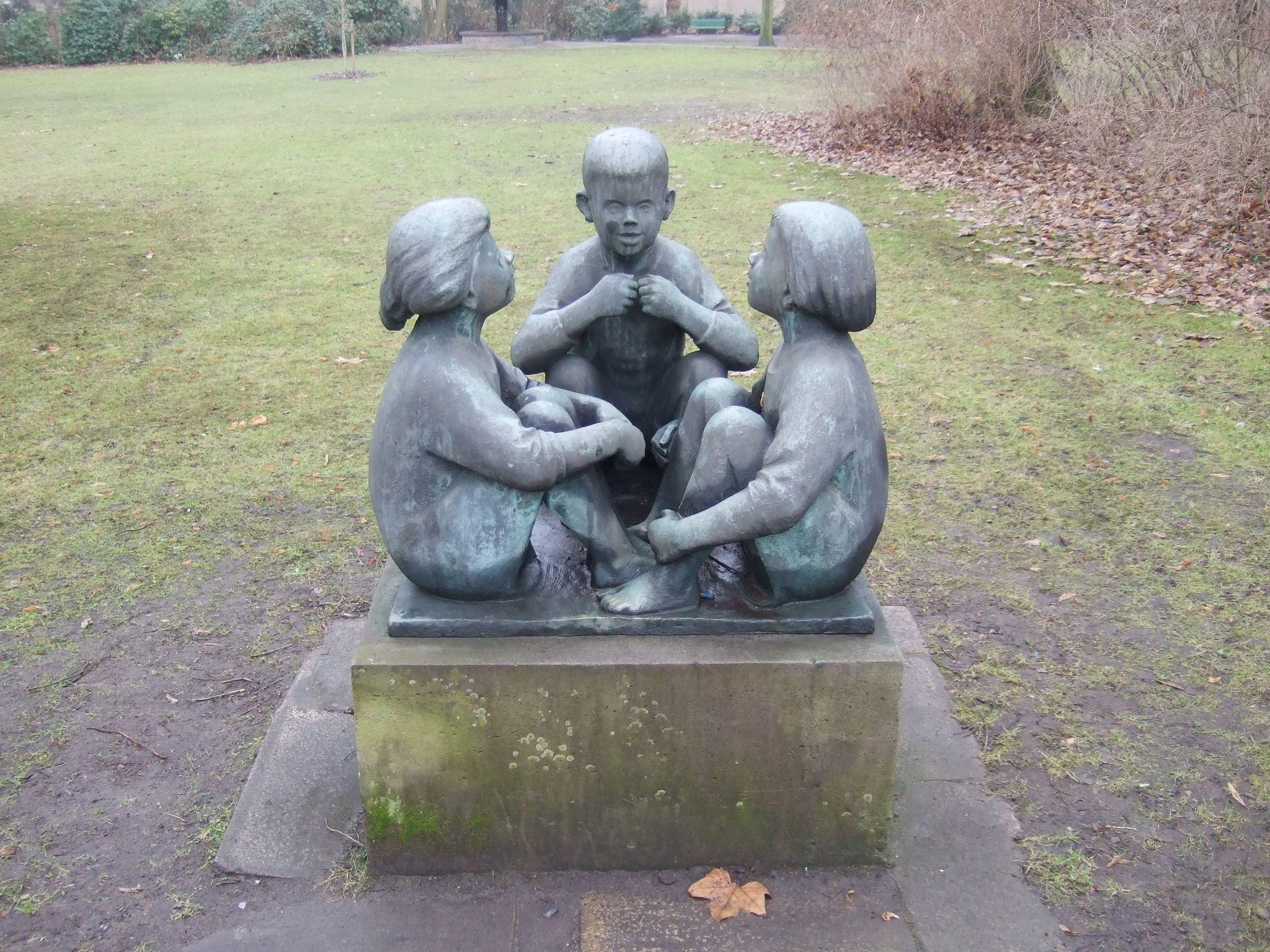
Kindergruppe, 1967, Bronze, Schlosspark Schönhausen, Berlin
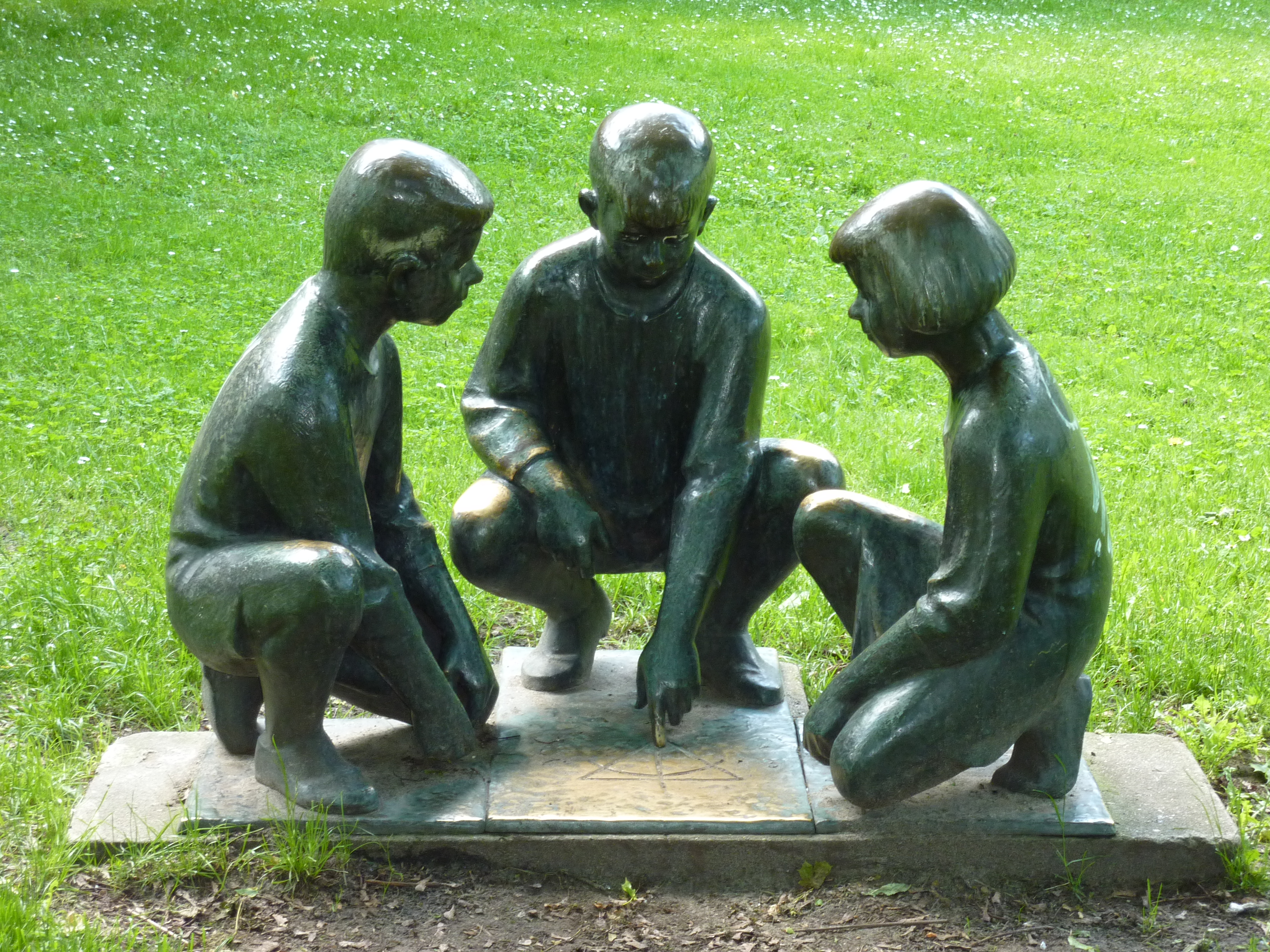
Die Aufgabe, Park Dolgenseestraße, Berlin-Friedrichsfelde
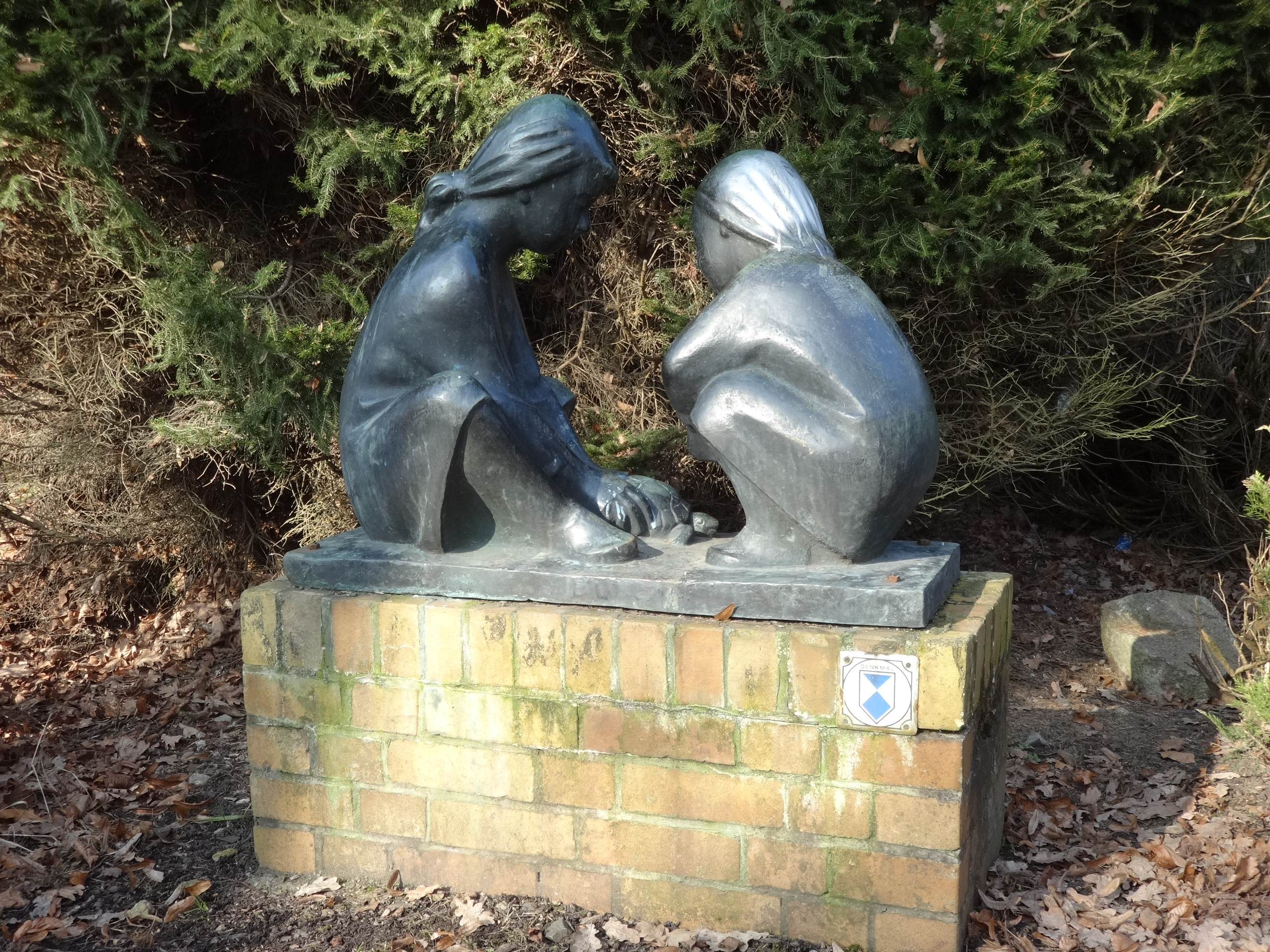
Spielende Kinder mit Schildkröte, 1974, Bronze, Schlosspark Jüterbog
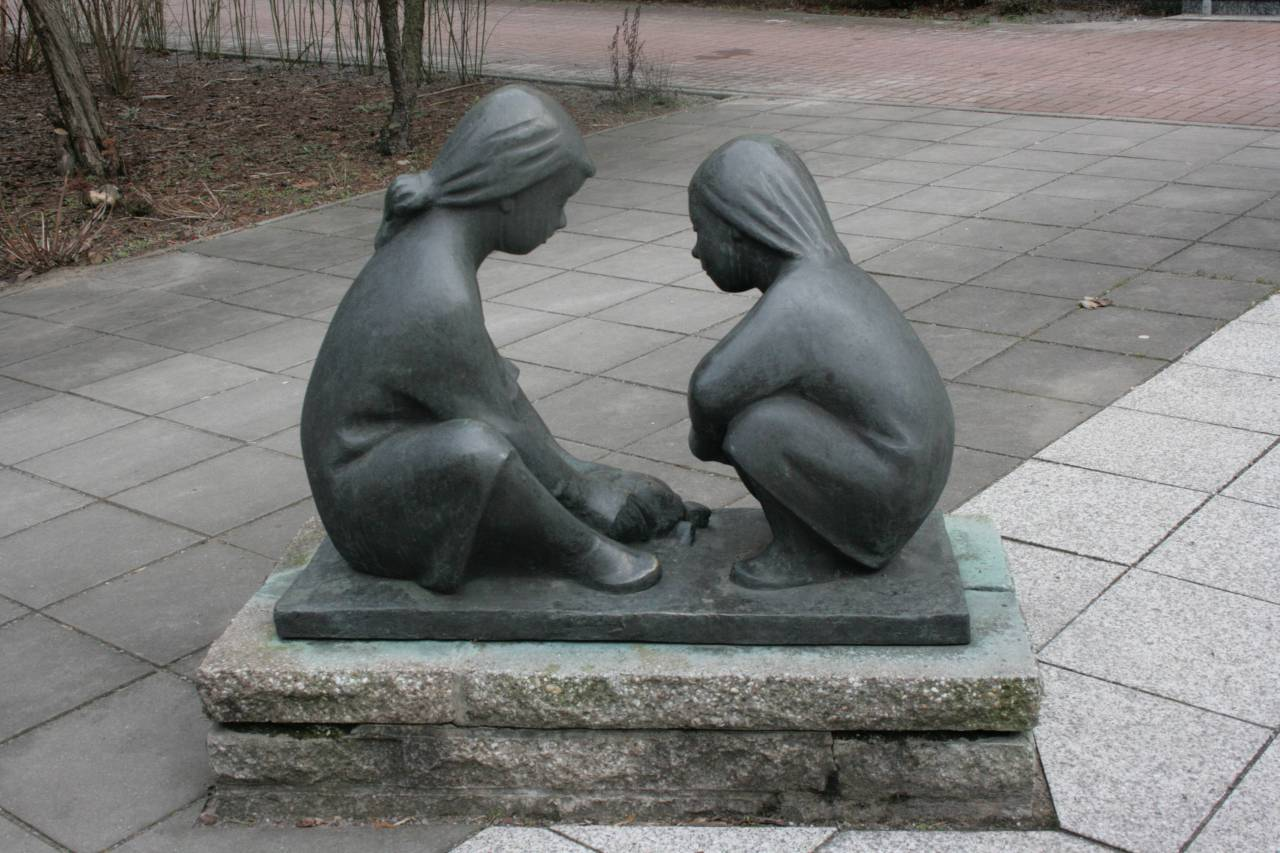
Spielende Kinder mit Schildkröte, 1970, Bronze, Garten des Senioren- und Pflegeheims Südostallee 212, Berlin-Niederschöneweide

## Ausstellungen (unvollständig)

### Einzelausstellungen
- 1961: Berlin, Märkisches Museum (mit Ilse Fischer)
- 1969: Berlin, Märkisches Museum, und Potsdam, Kulturhaus Hans Marchwitza („Plastiken und Zeichnungen aus fünf Jahrzehnten“)

### Ausstellungsbeteiligungen
- 1949 bis 1984: Potsdam, fünf Bezirkskunstausstellungen
- 1958 bis 1973: Dresden, Vierte Deutsche Kunstausstellung bis VII. Kunstausstellung der DDR
- 1958: Berlin, Jahresausstellung der Deutschen Akademie der Künste
- 1973: Berlin, Treptower Park („Plastik und Blumen“)
- 1975: Wanderausstellung „Kleinplastik und Grafik“
- 1976: Karl-Marx-Stadt, Städtische Museen („Jugend und Jugendobjekte im Sozialismus“)
- 1981: Potsdam (Kunstausstellung zum X. Parteitag der SED)
- 1983: Berlin und weitere Städte („Karl Marx. Künstlerbekenntnisse“)